# Ejote
Los ejotes (en México y Centroamérica), vainitas (en Ecuador y de Venezuela hasta Bolivia) o  porotos verdes (en Chile), judías verdes o bajoca (en España), vainicas (en Costa Rica), chauchas (en Argentina, Paraguay y Uruguay),  o habichuela (en Colombia), entre otros nombres, son el fruto inmaduro de la planta Phaseolus vulgaris. Estas, son las vainas aplanadas y alargadas, en cuyo interior se dispone un número de semillas variable según la especie. 
El nombre "ejote" viene del náhuatl exotl (haba verde).
El nombre "judía" viene del árabe (yudiya), y éste del latín (iudaeus) y del hebreo (yehudi). "Alubia" viene del árabe (al-lubíia), tomado del persa (lubía).
Aunque en el proceso de maduración las paredes de la vaina se endurecen mediante la formación de tejidos fibrosos, en su forma inmadura resultan comestibles y se consumen como verdura.

## Origen y cultivo
Antiguamente se sembraban en Centroamérica y Sudamérica. En la actualidad están distribuidas casi universalmente.
Los europeos se encontraron con las judías verdes en la conquista de América y pronto las incorporaron a la cocina europea, comenzando a comercializarse como legumbre a finales del siglo XIX. Hoy en día es una legumbre mundialmente extendida.
Es una planta que requiere un clima húmedo y suave.
La recolección, que puede extenderse durante todo el verano, se hace a medida que las vainas van apareciendo.
Son muy sensibles al frío, la excesiva humedad y los vientos. Pueden sufrir ataques fúngicos, como el mildiu o el oídio, y de insectos como la mosca blanca.

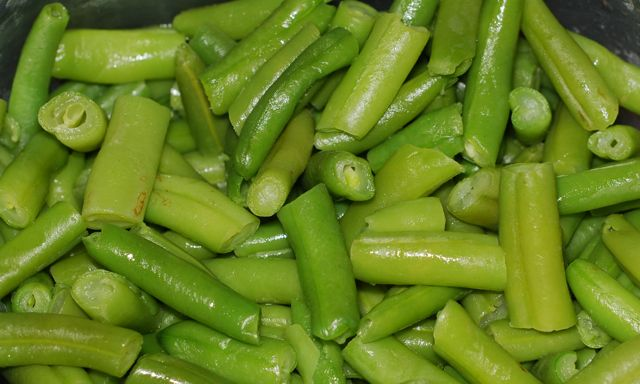
Habichuelas listas para servir.

## Usos

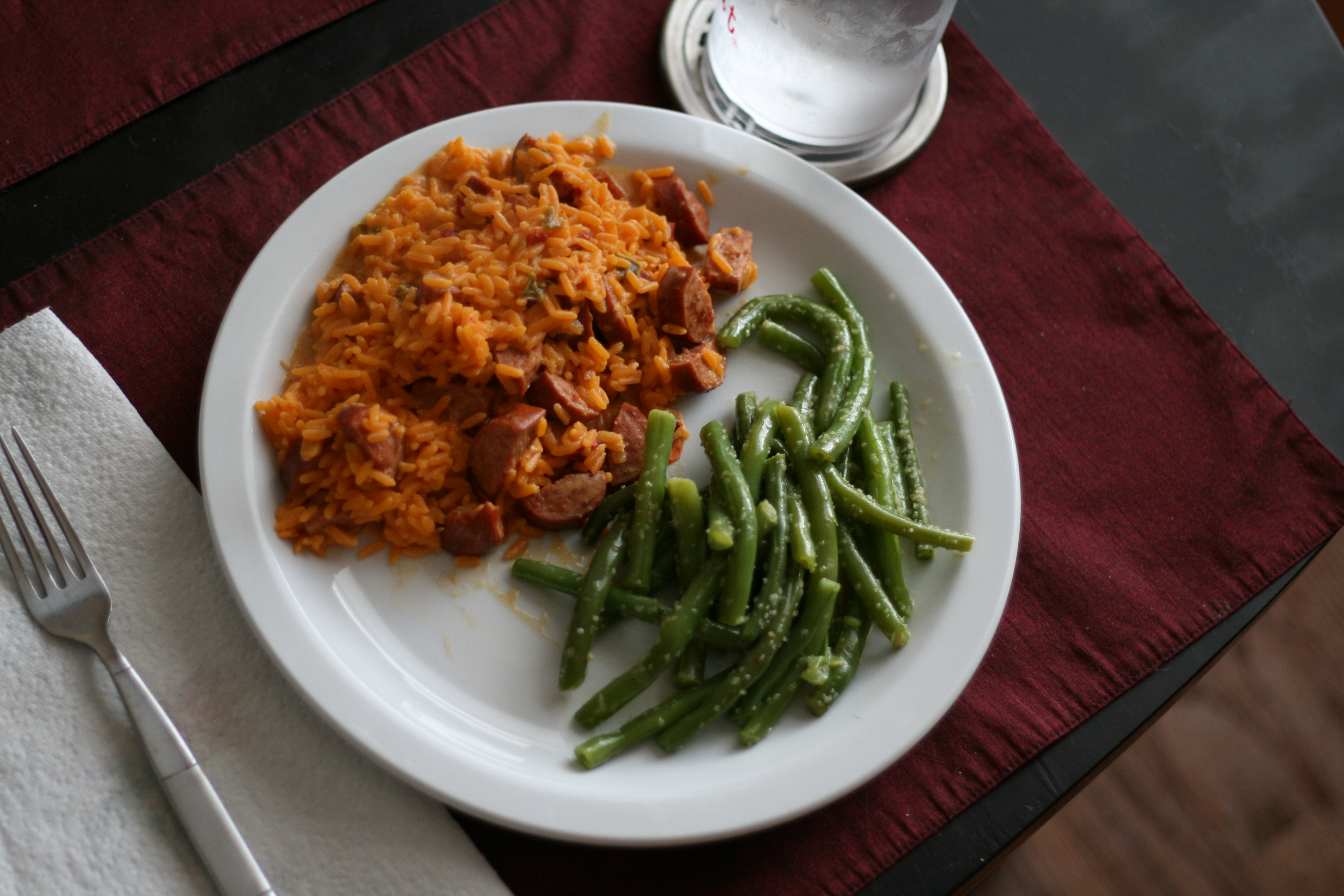
Plato de jambalaya y ejotes.

El principal uso de los ejotes verdes es culinario. Se suelen consumir enteros y se recolectan habitualmente cuando son jóvenes de unos 10 cm de largo, por regla general se suele quitar el filamento longitudinal antes de su cocinado.
Suelen ser cocinados en la mayoría de los platos hervidas, aunque hay recetas que se incluyen crudos en ensaladas o servidas a la parrilla.
Se pueden encontrar fácilmente en los mercados y en las grandes superficies comercializada frescos, congelada o en conserva (latas o botes de cristal).

### Gastronomías
- Alemania. Birnen, Bohnen und Speck, plato tradicional de la cocina de Hamburgo
- Estados Unidos. El green bean casserole, plato tradicional de Día de Acción de Gracias (Thanksgiving).
- Costa Rica. Picadillo de vainicas con carne molida. Normalmente acompañado con tortillas de maíz o arroz blanco hervido.
- Chile. El chacarero, sándwich de carne, ají, tomate y una porción de porotos verdes (ejote). Tortilla de porotos verdes, Guiso de porotos verdes, Ensalada de Porotos verdes y fritos de poroto verde.
- México. Huevo con ejote, tamal de ejote, hamburguesa de ejote, etc.
- Guatemala. Ejotes envueltos (ejotes cocidos envueltos con huevos batidos y luego fritos y servidos en un caldillo tipo chilindrón), tamales chepes (tamales de maíz con granos inmaduros de frijol insertados en la masa), ingrediente del curtido y fiambre, etc.
- Argentina y  Uruguay. Ensalada de chaucha, papa y huevo aliñada con aceite y vinagre.
- Perú. Vainita saltada, vainita, papas, cebollas, carne y tomates cortados en tiras al aceite en sartén, similar al lomo saltado.
- España. Judías verdes con patatas, plato tradicional muy usado sobre todo para cenar, o en cualquier dieta saludable. Sus ingredientes son judías verdes, patatas, aceite de oliva, ajo, agua y sal.

## Información nutritiva
Son una importante fuente de proteínas, minerales, vitamina B6, vitamina C y ácido fólico, además de ser altamente diuréticas y digestivas.

## Denominaciones en español

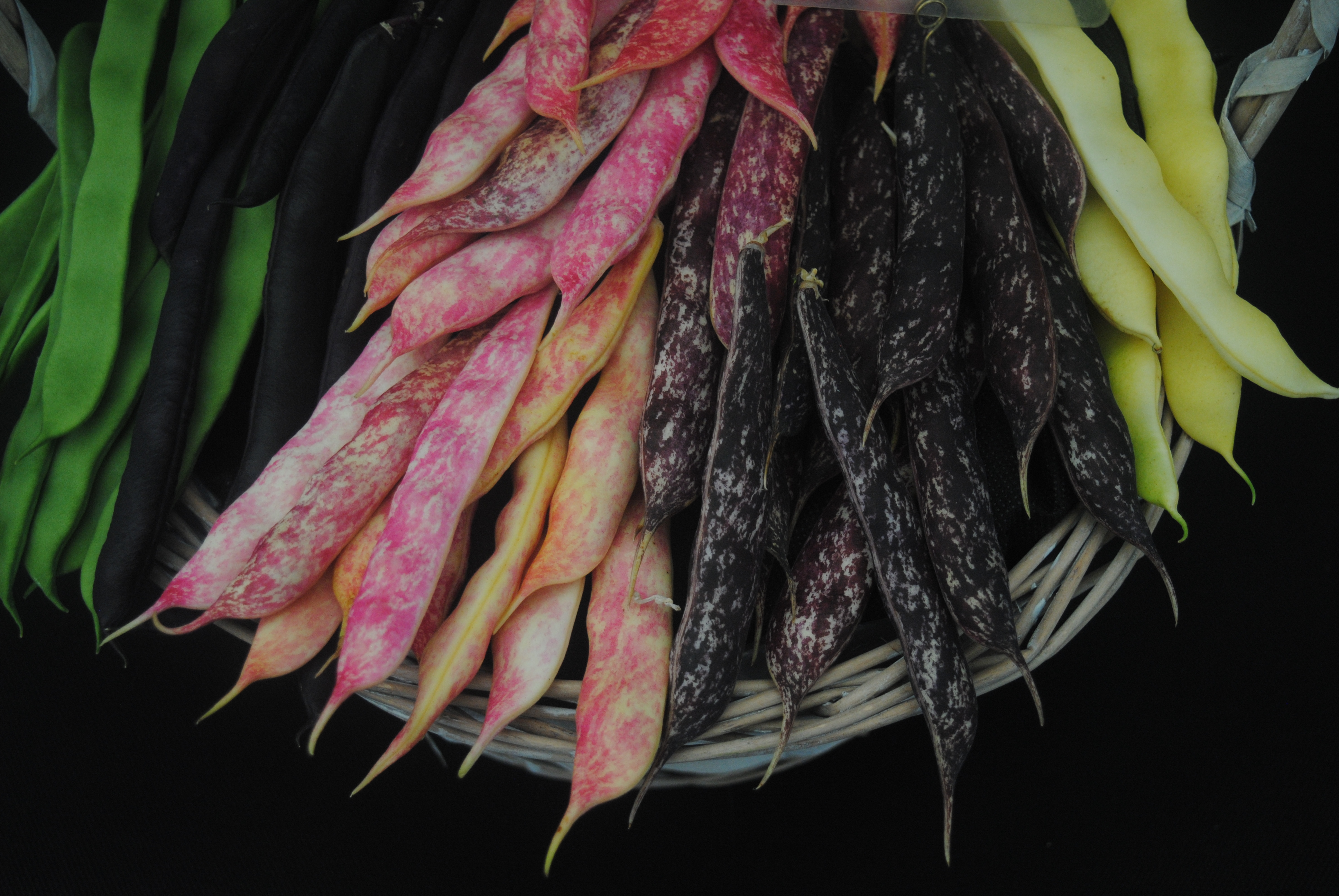
'The Hunter', 'Cosse Violette', 'Rob Roy', 'Rob Splashed', 'Kingston Gold'

Recibe diferentes nombres, dependiendo del país y, a veces, de la región.
- Chauchas: Argentina, Paraguay y Uruguay
- Ejotes: México, El Salvador (nahuatlismo de exotl)
- Frijolitos, frijoles verdes: Nicaragua
- Habichuelas: Colombia, Cuba, Panamá, Honduras y España (Canarias,  Andalucía y Murcia)
- Habichuelas tiernas: Puerto Rico
- Judías verdes: España
  - Alubias verdes: España (Navarra)
  - Bajoques: España (Comunidad Valenciana)
  - Bajocas: España (Murcia y Alicante)
  - Fréjoles: España (Asturias, León, Salamanca y Zamora)
  - Frejones o fréjules: España (Salamanca y Extremadura)
  - Habichuelitas, habichuelillas o habicholillas: España (Granada, Córdoba)
  - Vainas: España (Norte)
  - Troncheras: España (Cantabria)
  - Caparrones verdes: España (La Rioja)
- Porotos verdes: Chile
- Sítao (en filipino: sitaw; en inglés: Baguio beans): Filipinas
- Vainicas: Costa Rica
- Vainitas: Ecuador, Perú, Bolivia, Venezuela, República Dominicana